# Glyphocarpus erectus
Glyphocarpus erectus là một loài rêu trong họ Bartramiaceae. Loài này được Mitt. A. Jaeger mô tả khoa học đầu tiên năm 1875.